# Trhypochthonius semovitusi
Trhypochthonius semovitusi är en kvalsterart som beskrevs av Szywilewska 2004. Trhypochthonius semovitusi ingår i släktet Trhypochthonius och familjen Trhypochthoniidae. Inga underarter finns listade i Catalogue of Life.